# Juin 1783

## Événements
- 4 juin : démonstration aux États particuliers du Vivarais d'un ballon à air chaud inhabité mis au point par les frères Montgolfier.

- Du 8 juin 1783 au 7 février 1784, éruption du Laki en Islande. Le nuage de dioxyde de soufre s'est répandu sur l'Europe du Nord, provoquant une augmentation de la mortalité. L'impact météorologique des éruptions du Laki s'est fait sentir les années suivantes.

- 16 juin : les Quakers britanniques fondent une association antiesclavagiste[1].

- 19 juin : début du siège de Mangalore par le sultan de Mysore Tippoo-Sahib. Le 21 juillet, ses alliés français, apprenant les préliminaires de paix, l’abandonnent[2]. Malgré cela, Tippoo-Sahib prend l’offensive et conquiert Mangalore le 29 janvier 1784[3].

- 20 juin :
  - mutinerie dans l’armée de Pennsylvanie. Quatre-vingt soldats réclamant leur solde font irruption à Independence Hall, le quartier général du Congrès de la Confédération à Philadelphie et en obligent les membres à se réfugier à Princeton dans le New Jersey[4].
  - Bataille indécise entre les flottes française et britannique à Gondelour en Inde[5].

- 23 au 26 juin : entrevue de Gustave III de Suède et de Catherine II de Russie à Fredrikshamm[6].

- 30 juin, États-Unis : le Congrès se réunit à "Nassau Hall" à Princeton dans le New Jersey. C'est donc la capitale jusqu'au 4 novembre 1783.

## Naissances
- 8 juin : Benjamin Collins Brodie, physiologiste et chirurgien britannique († 21 octobre 1862).
- 18 juin : Jean Marion de Beaulieu (mort le 18 octobre 1864), général français.
- 19 juin : Friedrich Wilhelm Adam Sertürner (mort en 1841), pharmacien allemand.